# Arturo Osores
Arturo Filiberto Osores Cabrera, (Chota, 10 de enero de 1868 - Lima, 1 de abril de 1936) fue un abogado, profesor y político peruano. Miembro prominente del Partido Constitucional o cacerista, tuvo una participación importante en el golpe militar contra el gobierno de Guillermo Billinghurst en 1914 y fue ministro de Gobierno y Policía en la Junta Militar presidida por Óscar R. Benavides ese mismo año. Luego fue ministro de Justicia, Culto e Instrucción del gobierno de Augusto B. Leguía inaugurado en 1919, régimen contra el que después conspiró organizando con el coronel Samuel del Alcázar la revolución de Chota de 1924. Debelada ésta, fue apresado e internado con su familia en el presidio de la isla San Lorenzo, pasando luego al destierro. Vuelto al Perú en 1930, postuló a la presidencia en las elecciones generales de 1931, sin éxito. Luego se dedicó a su oficio de abogado, hasta su fallecimiento

## Biografía
Fue hijo de Miguel Filiberto Osores y Emperatriz Cabrera. Sus estudios escolares los empezó en el Colegio Nacional San Juan de su ciudad natal, pasando luego al Colegio Nacional San Ramón de Cajamarca. Trasladado a Lima, ingresó a la Universidad Nacional Mayor de San Marcos (1891), donde cursó Letras y Jurisprudencia. Se graduó de bachiller (1896) y doctor en Letras (1897), así como de bachiller en Jurisprudencia (1896), recibiéndose como abogado en 1898. Durante esos años como universitario empezó su carrera política, promoviendo entre los jóvenes la candidatura de Cesáreo Chacaltana contra la de Carlos de Piérola para una diputación por Lima (1897). Entre 1895 y 1900 fue elegido diputado suplente por la provincia de Chota.
Inició también su carrera docente: en Cajamarca fue director del Colegio Nacional San Ramón (1898-1899), y en Lima fue profesor del colegio de Pedro A. Labarthe y del Colegio Nacional Nuestra Señora de Guadalupe (1904-1910). También se desempeñó como catedrático interino de Sociología en la Facultad de Letras de San Marcos (1905). 
En 1903 ingresó al Partido Constitucional liderado por el general Andrés A. Cáceres. Como fiscal del Consejo de Oficiales Generales, intervino en el proceso contra los acusados de la intentona golpista del 29 de mayo de 1909. 
En 1907 fue elegido diputado por la provincia de Cutervo, triunfando sobre el civilista Manuel Bernardino Pérez. Contribuyó al cisma del partido Constitucional y a la división del Partido Civil, bajo el primer gobierno de Augusto B. Leguía. Desde entonces se convirtió en uno de los protagonistas de la vida política peruana. Ejerció ese cargo hasta 1918.
Ante el proyecto del presidente Guillermo Billinghurst de disolver el Congreso, Osores se alzó en defensa de este poder del Estado. Fue uno de los artífices de la conspiración contra el gobierno de Billingurst, que involucró a parlamentarios distinguidos, plutócratas y militares. Respaldó al coronel Óscar R. Benavides en el golpe de Estado del 4 de febrero de 1914, que instauró una Junta Militar en la que asumió como ministro de Gobierno y Policía. Cuando Benavides fue nombrado presidente provisorio el 15 de mayo de ese mismo año, Osores volvió a la Cámara de Diputados

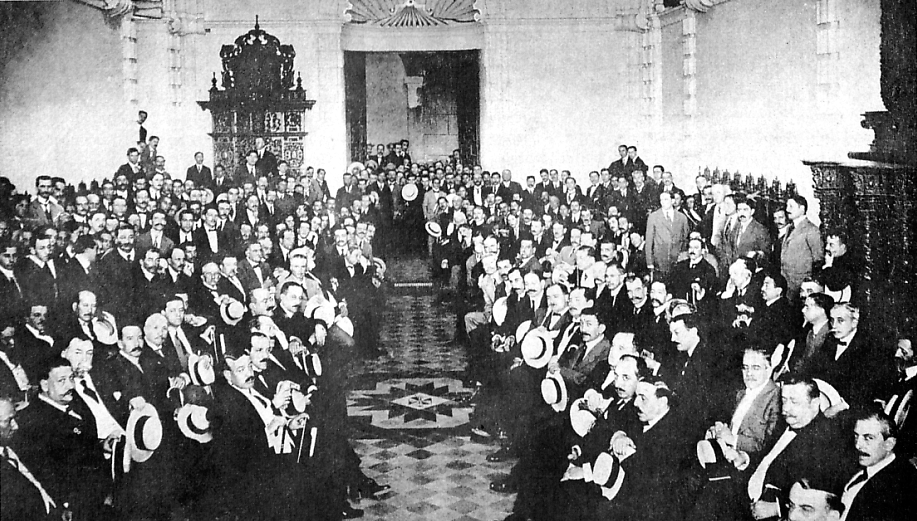
Convención de partidos realizada en Lima en 1915, para elegir una candidatura única para las elecciones presidenciales de ese año. Osores, como miembro del Partido Constitucional, apoyó la candidatura de José Pardo.

El presidente Benavides promovió una Convención de Partidos para lanzar una candidatura única con miras a las elecciones de 1915. La convención se celebró en el General del Convento de Santo Domingo y participaron los partidos civil, liberal y constitucional. Osores asistió como delegado del Partido Constitucional, que apoyaba la candidatura presidencial de José Pardo y Barreda, la misma que finalmente se impuso en la votación final. De esa manera, Pardo triunfó en las elecciones de 1915, virtualmente sin opositor, pues la candidatura rival, el demócrata Carlos de Piérola, no tenía sino un significado simbólico.
Elegido senador por Cajamarca para el periodo 1915-1918, Osores se pasó a la oposición y conspiró contra el gobierno de Pardo. Apoyó el golpe de Estado de Augusto B. Leguía ocurrido el 4 de julio de 1919, cuyo pretexto fue la supuesta intención del gobierno de Pardo de manipular las elecciones que hasta esos momentos favorecían a Leguía. Osores fue nombrado ministro de Justicia, Instrucción y Culto del flamante gobierno, cargo en el que permaneció hasta diciembre del mismo año. Luego viajó a Italia como ministro plenipotenciario en 1920. Al año siguiente volvió al Perú y como ya se había hecho costumbre en él, se volvió opositor del gobierno que inicialmente apoyara.
Involucrado en diversas conspiraciones contra el gobierno de Leguía, fue deportado al Ecuador, estableciéndose en Guayaquil (1921). En noviembre de 1924, junto con el coronel Samuel del Alcázar (uno de los vencedores de Tarapacá) y el teniente Carlos Barreda, retornó clandestinamente al Perú, con el propósito de organizar una revolución. Reunieron a las bandas armadas que actuaban en el departamento de Cajamarca, como aquella que estaba encabezada por el célebre Eleodoro Benel. Al frente de 150 hombres asaltaron la ciudad de Chota, logrando reducir a las tropas que lo guarnecían, las mismas que estaban al mando del capitán Benigno Álvarez y el alférez Zenón Noriega (20 de noviembre de 1924). Estos salvaron la vida por intercesión de Alcázar. Noriega logró huir. Los rebeldes permanecieron en Chota durante cuatro días, mientras que las fuerzas gobiernistas se reorganizaban. Finalmente estas atacaron y derrotaron a los rebeldes en las cercanías de Chota. El coronel Alcázar y el teniente Barreda fueron apresados y fusilados sin proceso, el 30 de noviembre. Osores, que se hallaba enfermo, huyó rumbo a la costa, pero fue capturado. Fue recluido en la isla San Lorenzo, junto con sus esposa, su hija Juanita, y dos de sus hijos varones, uno de los cuales falleció en ese lugar. Estuvieron todos ellos aislados y sin comunicación con el exterior durante casi seis años, hasta que en 1929 fueron embarcados furtivamente rumbo a los Estados Unidos.
Cuando en 1930 finalizó el gobierno de Leguía (llamado desde entonces el Oncenio), Osores retornó al Perú. Contando con el apoyo de antiguos militantes del Partido Constitucional, organizó una autodenominada Coalición Nacional, que lanzó su candidatura presidencial a las elecciones generales de 1931, pero quedó en cuarto lugar, con apenas 19.653 votos, que equivalía a un 6.5% del electorado. En esas elecciones triunfó Luis Sánchez Cerro.
Retirado de la política, Osores se dedicó a la abogacía, hasta su fallecimiento en 1936.